# Kristen fundamentalism
Kristen fundamentalism var ursprungligen en konservativ väckelserörelse som uppstod bland kalvinister i USA på 1890-talet som en motreaktion mot historisk-kritisk bibelforskning, liberalteologi, evolutionsteorin och kulturella förändringar som följde samhällets sekularisering. Den fundamentalistiska rörelsen uppstod till följd av ökad läskunnighet och protestantiska kyrkors betonande av Bibelläsande. 
Namnet kommer av bokverket The Fundamentals, bestående av en samling artiklar som spreds under 1910-talet. 
Historikern George M. Marsdan definierar Kristen fundamentalism som "militant icke liberalteologisk evangelikal protestantism". Begreppet fundamentalism har idag emellertid en nedsättande och vidare betydelse, och används av kritiker även om dogmatiska rörelser inom andra religioner och politiska ideologier.

## Den ursprungliga konservativa rörelsen
Den ursprungliga konservativa rörelsen betonade följande:
- Konservativ, bokstavstrogen, bibeltolkning
- Bokstavlig tolkning av jungfrufödelsen
- Kristi ställföreträdande försoningsoffer
- Jesus uppstod kroppsligen från de döda.
- Äktheten i Jesus mirakler (alt. Kristi återkomst på den yttersta dagen.)
- Kreationism som en motpol till evolutionsteori
- Kritik mot Pentekostalismens uppfattning att bibeltolkning bör inspireras och ledas av den Helige Ande - en kritik som senare övergavs.
- Samhällets förankring i kristendomen

Den kristna fundamentalismen brukar se sina rötter i samlingsverket "The fundamentals" som utkom i tolv band 1910-1915, redigerad av A.C.Dixon och senare R.A.Torrey. James Orr, G.Campbell-Morgan, James M. Gray är andra viktiga bidragsgivare. Moody Bible Institute blev en viktig tidig bastion för denna teologi.
I Norden blev det Ole Hallesby i Norge, David Hedegård i Sverige, och Uuras Saarnivaara i Finland som kom att prägla fundamentalismen.

## Dagens arvtagare till den fundamentalistiska rörelsen
I USA och Sverige är det, bland de riktningar som har sitt ursprung i den fundamentalistiska rörelsen, numera allt vanligare att använda ordet evangelikal och bibeltrogen i stället för fundamentalistisk som självbeskrivning. Exempelvis betecknar sig kyrkor inom  Svenska Evangeliska Alliansen, i synnerhet Evangeliska frikyrkan (EFK), som evangelikala. Internationellt är huvudfåran i den ursprungliga konservativa rörelsen idag organiserad i organisationen International Council of Christian Churches.

## Begreppets betydelse idag
Kristen fundamentalism används, ofta i bredare bemärkelse och nedsättande syfte, om alla så kallade bibeltrogna kristna, vilket kan inkludera inte bara evangelikala, utan även  pingströrelsen, konservativa lutheraner etc. Det förekommer också att fundamentalism används i en snävare bemärkelse om konservativa, vanligen kalvinistiska eller reformerta rörelser, vilka i allmänhet är starkt kritiska mot stora delar av den övriga kristenheten. Fundamentalister i denna bemärkelse kan till exempel kritisera många evangelikala kristna då de anser att dessa är för ekumeniskt inriktade och för slappa i lärofrågor. 

## Relation till pingströrelsen och karismatiska kyrkor
Den ursprungliga fundamentalistiska rörelsen tillkom vid ungefär samma tid som pingströrelsen, och var länge kritisk mot pingstväckelsen och den mer sentida karismatiska rörelsen. Fundamentalisterna ansåg att de andliga nådegåvorna till exempel tungotal, helbrägdagörelse etcetera dog ut med den första generationens apostlar och saknar uppgift idag. Den fundamentalistiska rörelsen fördömde dessutom den pingst-karismatiska rörelsens betoning av Den Helige Andes inspiration även vid bibelläsning (och inte bara vid Bibelns tillkomst), så kallad pentekostal hermeneutik. Fundamentalismen menade att detta öppnar för godtycklighet i bibeltolkningen. Schismen har dött ut, i synnerhet efter 1960-talets karismatiska väckelse då många evangelikala kyrkor blev karismatiska, och kritiken mot pentekostal hermeneutik minskade.

## Samhällssyn
De flesta kristna fundamentalister accepterar både religionsfrihet och att samhällets styrelsesskick och lagstiftning vilar på sekulär grund, även om det också förekommer att den kristna högern, till exempel i USA, hävdar att samhället vilar på kristen grund. Kristen fundamentalism ska alltså inte förväxlas med vissa extrema religiösa rörelser som med våld försöker framtvinga religiösa lagar, teokrati m.m.